# Les Muppet Babies (série télévisée d'animation, 2018)
Pour la série de 1984, voir Les Muppet Babies (série télévisée d'animation, 1984).
Les Muppet Babies (Muppet Babies ou Jim Henson's Muppet Babies) est une série télévisée d'animation américaine en 71 épisodes de 12 minutes d'après les personnages du Muppet Show créé par Jim Henson et diffusée entre 23 mars 2018 et le 18 février 2022 sur Disney Junior. Cette version est un reboot de la série original du même titre diffusée entre 1984-1991 aux États-Unis.
En France, la série est diffusée depuis le 27 août 2018 sur Disney Junior, et au Québec depuis 2019 sur La Chaîne Disney. Elle reste inédite dans les autres pays francophones.

## Synopsis
Cette série met en scène l'enfance des personnages du célèbre Muppet Show, dans une version animée.
Et puis Nanny, la nounou des personnages dont on ne voit pas son visage.

## Production
L'origine des Muppet Babies vient du film de 1984 Les Muppets à Manhattan, une séquence montrait les personnages sous forme de nourrissons lors de la chanson I'm Gonna Always Love You interprétée par Miss Piggy.
Le 25 juillet 2019, Disney Junior commande une troisième saison,.

## Distribution

### Voix originales
- Matt Danner : Kermit
- Melanie Harrison : Piggy
- Eric Bauza : Fozzie
- Dee Bradley Baker : Animal
- Ben Diskin : Gonzo
- Jessica DiCicco : Summer
- Jenny Slate : Nounou

### Voix françaises
- Philippe Allard : Kermit
- Sophie Pyronnet : Piggy
- Alain Eloy : Fozzie
- Jean-Michel Vovk : Animal
- Steve Driesen : Gonzo
- Béatrice Wegnez : Summer
- Sophie Landresse : Nounou

- Version française
  - Studio d'enregistrement : Dubbing Brothers
  - Direction artistique : Jennifer Baré
  - Adaptation : Nadine Delanoë